# Vince Gill
Vincent Grant Gill (Norman (Oklahoma), 12 april 1957) is een Amerikaanse countryzanger, muzikant, tekstschrijver en componist.

## Levensloop

### Jeugd
Vince Gill is geboren in een gezin met drie kinderen. Zijn ouders zijn J. Stanley Gill (overleden in 1997) en Jerene Gill. Hij heeft één zus (Gina). Zijn broer Bob is in 1993 overleden.
Zijn vader, een rechter, speelde banjo en gitaar, en in zijn tienerjaren leerde Vince beide instrumenten te bespelen. Later kwamen daar nog de fiddle, dobro, mandoline en bas bij. Tijdens zijn High School-periode speelde hij in de bluegrassband Mountain Smoke. Deze band was lokaal zo populair dat ze een concert van Pure Praire League mochten openen.
Ook speelde Vince goed golf. Hij moest kiezen of hij een carrière in de golfsport of in de muziek zou gaan maken. Hij koos voor de muziek.
In 1975 vertrok hij, na het behalen van zijn diploma, naar Louisville en begon daar aan zijn muzikale carrière.
In 1980 trouwde hij met Janis Oliver, die samen met haar zus Kristina midden jaren 80 het duo Sweethearts of the Rodeo vormde. Het stel kreeg een dochter, Jennifer. In 1998 ging het paar uit elkaar, en in 2000 hertrouwde Vince met popzangeres Amy Grant met wie hij een dochter heeft, Corrina.
Vince zet zich regelmatig in voor het goede doel. Zijn favoriete doel is het jaarlijkse "The Vinny", een pro-celebrity-golftournament, dat hij in 1993 opzette om geld in te zamelen voor het Junior Golf-programma. In 2001 toonde de TNN & CMT Country Weekly Awards hun waardering hiervoor door aan Vince de Career Achievement Award toe te kennen.

### Carrière

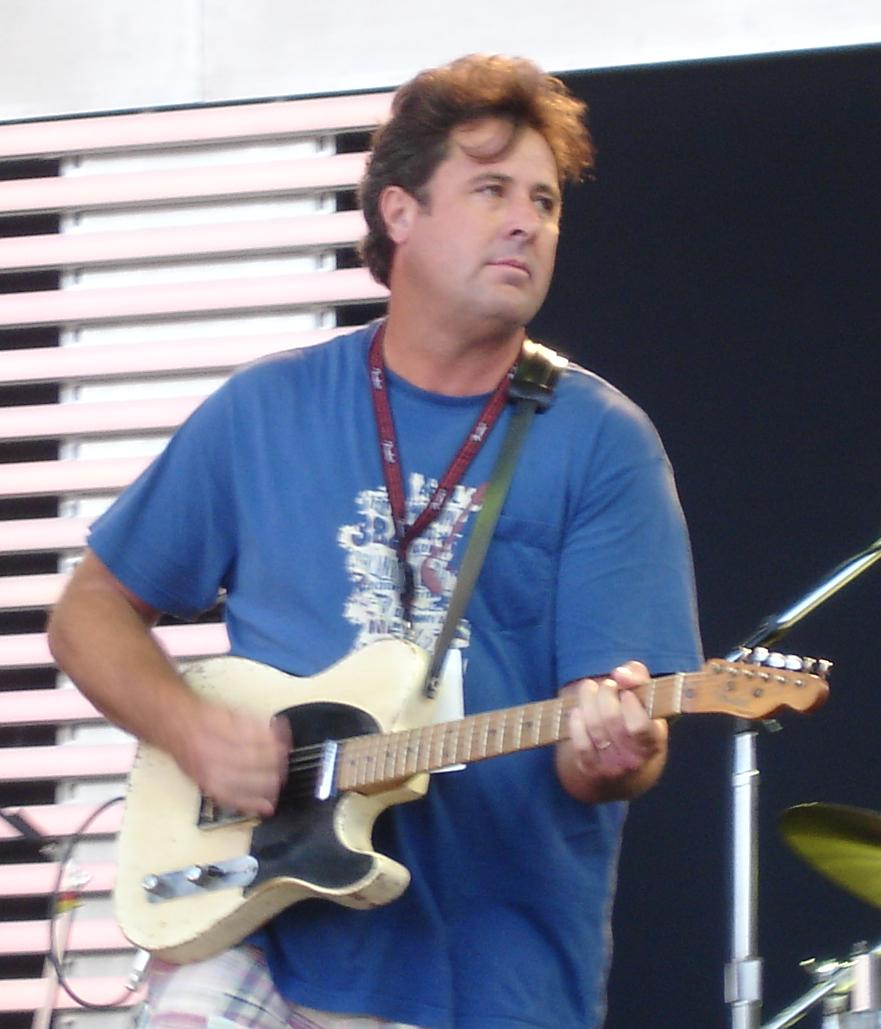
Gill in 2007

In 1975 behaalde Vince zijn diploma en vertrok hij naar Louisville om zich bij de band Bluegrass Alliance te voegen, waar hij een jaar bij bleef. Hierna heeft hij kort met de band Boone Creek van Ricky Skaggs gespeeld, om zich later in Los Angeles te vestigen waar hij zich bij de groep Sundance van fiddlespeler Byron Berlin voegde. In 1979 vergezelde hij uit nieuwsgierigheid een vriend op een auditie van Pure Prairie League. De band herinnerde zich Vince echter nog met zijn High School-band en ze vroegen hem als hoofdzanger. Gill nam drie albums op met de band, wat hen de top tien-hit Let Me Love You Tonight bezorgde, en begon met het schrijven van nummers.
In 1981 vertrok hij en ging naar Rodney Crowells band The Cherry Bombs. Hier ontmoette hij voor het eerst Emory Gordy jr. en Tony Brown, die later zijn solo-albums zouden produceren. Een jaar later maakte hij samen met David Grisham, Herb Pedersen, Jim Buchanan en Emery Gordy Jr. het album Here Today. In 1983 brachten zijn connecties met Tony Brown hem een solocontract bij RCA Records.
Gill, inmiddels getrouwd met Janis Oliver en vader van dochter Jennifer, verhuisde naar Nashville. In 1984 kwam zijn debuutalbum Turn Me Loose uit, een mini-album dat geproduceerd werd door Emery Gordy jr. Het was een country / rock-album dat grotendeels door Vince zelf geschreven was. Het nummer Victim of Life's Circumstances werd een kleine top 40-hit. Datzelfde jaar bracht hij zijn tweede album uit, getiteld Things That Matter. Het nummer, If It Weren't For Him, dat hij samen met Rosanne Cash heeft opgenomen, werd zijn eerste top tien-hit. Met zijn tweede single van dit album, Oklahoma Borderline, herhaalde Vince dit succes. In 1987 bracht hij het album The Way Back Home uit, en met het nummer Cinderella, van dit album had Vince een top vijf-hit op zak. Ondertussen werkte hij ook her en der als gitarist, schreef hij nummers voor andere artiesten en toerde hij met Emmylou Harris.
In 1989 vertrok Vince naar platenlabel MCA, waar hij zijn samenwerking met Tony Brown, inmiddels een succesvolle producer, weer oppakte. Het uitgebrachte album When I Call Your Name maakte van Vince pas echt een ster. Het duet Oklahoma Swing, met countryster Reba McEntire, kwam niet verder dan de top 20, maar de titeltrack van het album werd een megahit en bereikte de tweede plaats in de charts. Daarnaast leverde het Vince zijn eerste Grammy op. De volgende single die Vince uitbracht, Never Knew Lonely, bereikte de derde plek in de charts en het album ging meer dan een miljoen keer over de toonbank. Mogelijk als gevolg van dit succes, werd Vince benaderd door Mark Knopfler die hem vroeg om toe te treden tot diens band Dire Straits. Vince bedankte voor de eer, maar ging liever door als soloartiest. Wel trad hij op als back-upzanger in het nummer The Bug van het Dire Straits-album On Every Street.
Vince' volgende album Pocket Full of Gold, dat in 1991 uitkwam, werd wederom platina, en Vince bestormde de hitlijsten. De nummers Liza Jane, Pocket Full of Gold, Look at Us en Take Your Memory With you haalden alle vier de top tien. De laatstegenoemde bereikte zelfs de tweede plaats. In 1992 kreeg Vince zijn eerste nummer één-hit met de titeltrack van het album I Still Believe in You. De volgende single Don't Let Our Love Start Slippin' Away drong ook door tot de hoogste regionen van de charts en hiermee was Vince' status als superster definitief gevestigd. Binnen een paar maanden was het album platina. De nummers One More Last Chance en Tryin' to Get Over You werden beiden nog een nummer één-hit en het nummer No Future in the Past bereikte de derde plaats. De Country Music Association vroeg hem om de CMA Awards te presenteren, dit zou hij tot en met 2003 ieder jaar doen. In 1993 bracht Vince samen met Reba McEntire het duet The Heart Won't Lie uit (van Reba's album It's Your Call), wat alweer een nummer één-hit werd. In de daaropvolgende jaren ging I Still Believe in You meer dan vier miljoen keer over de toonbank.
Eind 1993 bracht Vince het kerstalbum Let There Be Peace on Earth uit en in 1994 kwam hij met When Love Finds You, het eerste album waarmee hij in de top tien van de popcharts terechtkwam. Net als I Still Believe in you werden er ook van dit album meer dan vier miljoen exemplaren verkocht. De nummers What the Cowgirls Do, When Love Finds You, Whenever You Come Around, Which Bridge to Cross (Which Bridge to Burn), en You Better Think Twice belandden allen in de top vijf van de countrycharts. In 1994 zong hij het duet House of Love samen met Amy Grant, wat op haar gelijknamige cd verscheen en in 1995 brachten Vince en Dolly Parton Dolly's nummer I Will Always Love You uit 1974 opnieuw uit. Met het huidige gigantische succes zou Vince makkelijk op deze weg door kunnen blijven gaan met het maken van albums, maar zijn volgende album werd wat ambitieuzer.
Met het in 1996 uitgekomen High Lonesome Sound ging Vince terug naar bluegrass, waarmee hij destijds begonnen was. Het album was een mix van onder andere bluegrass, folk, pop, country en blues. De critici waren niet onverdeeld enthousiast, maar over het algemeen werd het album redelijk positief ontvangen. Ook commercieel gezien was het een succes en bracht hem verscheidene hits waaronder de nummers Worlds Apart, Pretty Little Adriana, en A Little More Love, die de top vijf behaalden. In 1997 werd Vince opgenomen in de Hall of Great Western Performers in het National Cowboy & Western Heritage Museum in Oklahoma City, Oklahoma.
In 1998 kwam The Key uit. Hiermee ging Vince terug naar pure country en tevens was het een kroniek over zijn scheiding van Janis Oliver. Alhoewel de countryzenders wat schichtig waren voor het album, afgezien van de top 5-hit If You Ever Have Forever in Mind, werd het album platina en was het Vince' eerste album dat verrassend genoeg de eerste plaats in de countrycharts bereikte. In 1999 bracht hij samen met Barbra Streisand het nummer If You Ever Leave Me uit, wat verscheen Barbara's album A Love Like Ours.
Vince' volgende album Let's Make Sure We Kiss Goodbye uit 2000 was voornamelijk een eerbetoon aan zijn nieuwe romance met popster Amy Grant en was volgens veel critici veel te sentimenteel. Hierop verscheen ook een duet met zijn kersverse echtgenote, When I Look into Your Heart. Het bracht hem echter wel een nieuwe top tien-hit met het nummer "Feels Like Love, maar werd genadeloos neergesabeld door de pers, ondanks vier Grammynominaties. Met zijn recentste album Next Big Thing stelde hij de critici echter weer helemaal tevreden. Dit is het eerste album dat hij in zijn eentje geproduceerd heeft en artiesten die meegewerkt hebben zijn onder anderen Emmylou Harris, Lee Ann Womack, The Doobie Brothers, Michael McDonald (met wie hij het duet These Broken Hearts maakte), Amy Grant Kim Keyes, Andrea Zonn en Leslie Satcher. Ongewoon voor een Nashville-album bevat dit werk in plaats van de standaard 10 of 12 nummers, 17 nummers van Gill. Het album bereikte de vierde positie in de Top Country Albums.
In 2012 kreeg Gill een ster op de beroemde Hollywood Walk of Fame.
Sinds 2018 is hij toegetreden tot de touring band van Eagles als een van de vervangers van Glenn Frey die in 2016 overleed.

### Acteerwerk
Door de jaren heen heeft Vince af en toe ook als acteur gewerkt. Zijn eerste rol was in 1978 in de miniserie Against the Wind, waarin hij Quartermaster Laycock speelde. Hierna heeft het weer tot 1993 geduurd tot hij als acteur te zien was. Ditmaal was het in de film Encounters, waar hij boer Evans speelde. In 1994 was hij in 8 Seconds te zien, waarin hij met Karla Bonoff optrad als The Vince Gill & Karla Bonoff Band. In datzelfde jaar had hij een kleine rol in de speelfilm Maverick met in de hoofdrollen Mel Gibson en Jodie Foster. Hierna was het weer even rustig, maar in 2003 had hij twee gastoptredens in de serie King of the Hill. Ook was hij te zien als artiest in Stars over Texas Concert. In 2005 deed hij de stem van Hercules in de tekenfilm On the Farm: The Prodigal Pig.

## Prijzen en nominaties
Gill werd in 1999 opgenomen in de Oklahoma Music Hall of Fame. Verder werd hij in 2007 opgenomen in de Country Music Hall of Fame en in hetzelfde jaar kreeg hij een ster in de Music City Walk of Fame, beide in Nashville, Tennessee.
| American Music Awards | American Music Awards | American Music Awards    | American Music Awards        |
| Jaar                  | Album                 | Lied                     | Categorie                    |
| --------------------- | --------------------- | ------------------------ | ---------------------------- |
| 1993                  | -                     | I Still Believe in You   | Favorite Country Single      |
| 1993                  | -                     | -                        | Favorite Country Male Artist |
| 1994                  | -                     | -                        | Favorite Country Male Artist |
| 1995                  | -                     | Whenever You Come Around | Favorite Country Single      |
| 1995                  | -                     | -                        | Favorite Country Male Artist |

| Grammy Awards | Grammy Awards                   | Grammy Awards | Grammy Awards                          |
| Jaar          | Album                           | Lied | Categorie                              |
| ------------- | ------------------------------- | --- | -------------------------------------- |
| 1991          | When I Call your Name           | When I Call your Name | Best Country Vocal Performance Male    |
| 1991          | When I Call your Name           | When I Call your Name (Vince Gill & Tim DuBois) | Best Country Song (Songwriter's Award) |
| 1992          | -                               | Restless (met Ricky Skaggs & Steve Wariner) | Best Country Vocal Collaboration       |
| 1992          | -                               | Pocket Full of Gold | Best Country Vocal Performance Male    |
| 1993          | I Still Believe in You          | I Still Believe in You (Vince Gill & John Barlow Jarvis) | Best Country Song (Songwriter's Award) |
| 1993          | I Still Believe in You          | I Still Believe in You | Best Country Vocal Performance Male    |
| 1994          | -                               | Red Wing (met Asleep At The Wheel (Tim Alexander, Ray Benson, Cindy Cashdollar, Michael Francis, David Miller, Lucky Oceans, David Sanger, Ricky Turpin), Chet Atkins, Eldon Shamblin, Johnny Gimble, Marty Stuart & Reuben "Lucky Oceans" Gosfield) | Best Country Instrumental Performance  |
| 1994          | -                               | The Heart Won't Lie (met Reba McEntire) | Best Country Vocal Collaboration       |
| 1995          | When Love Finds you             | When Love Finds You | Best Country Vocal Performance Male    |
| 1995          | When Love Finds you             | When Love Finds you (Vince Gill & Michael Omartian) | Best Country Song (Songwriter's Award) |
| 1995          | When Love Finds you             | - | Best Country Album                     |
| 1996          | When Love Finds You             | Go Rest High on that Mountain (Vince Gill) | Best Country Song (Songwriter's Award) |
| 1996          | When Love Finds You             | Go Rest High on that Mountain | Best Country Vocal Performance Male    |
| 1996          | -                               | I Will Always Love You (met Dolly Parton) | Best Country Vocal Collaboration       |
| 1997          | High Lonesome sound             | Worlds Apart | Best Country Vocal Performance Male    |
| 1997          | High Lonesome Sound             | High Lonesome Sound (met Alison Krauss & Union Station) | Best Country Collaboration With Vocals |
| 1997          | High Lonesome Sound             | High Lonesome Sound (Vince Gill) | Best Country Song (Songwriter's Award) |
| 1997          | High Lonesome Sound             | - | Best Country Album                     |
| 1998          | High Lonesome Sound             | Pretty Little Adriana | Best Country Vocal Performance Male    |
| 1999          | The Key                         | If You Ever Have Forever in Mind | Best Country Vocal Performance Male    |
| 1999          | -                               | A Soldier's Joy (met Randy Scruggs) | Best Country Instrumental Performance  |
| 1999          | The Key                         | If You Ever Have Forever in Mind (Vince Gill & Troy Seals) | Best Country Song (Songwriter's Award) |
| 2000          | -                               | Bob's Breakdowns (met Asleep At The Wheel (Ray Benson, Chris Booher, Cindy Cashdollar, Floyd Domino, Michael Francis, Larry Franklin, David Miller, Jason Roberts, David Sanger), Floyd Domino, Larry Franklin, Steve Wariner & Tommy Allsup)        | Best Country Instrumental Performance  |
| 2000          | -                               | Don't Come Cryin' to Me | Best Country Vocal Performance Male    |
| 2001          | -                               | Feels Like Love (Vince Gill) | Best Country Song (Songwriter's Award) |
| 2001          | -                               | Feels Like Love | Best Country Vocal Performance Male    |
| 2001          | Let's Make Sure We Kiss Goodbye | - | Best Country Album                     |
| 2002          | -                               | Foggy Mountain Breakdown (met Albert Lee, Earl Scruggs, Gary Scruggs, Glen Duncan, Jerry Douglas, Leon Russell, Marty Stuart, Paul Shaffer, Randy Scruggs & Steve Martin)                                                                            | Best Country Instrumental Performance  |
| 2004          | Next Best Thing                 | Next Best Thing | Best Country Vocal Performance Male    |
| 2005          |                                 | Long (Rodney Crowell & Vince Gill) | Best Country Song (Songwriter's Award) |

## Trivia
- Van 1992 tot en met 2003 presenteerde Vince the CMA Awards.
- Werd in 1997 opgenomen in the Hall of Great Western Performers in het National Cowboy & Western Heritage Museum in Oklahoma City, Oklahoma.
- Is een tenor.
- Hij was Go Rest High on that Mountain aan het schrijven voor Keith Whitley die in 1989 overleed door diens alcoholverslaving. Toen Vince' broer in 1993 overleed, maakt hij het nummer af als eerbetoon aan beide mannen. Het verscheen in 1994 op het album When Love Finds You.
- Het kerstnummer It won't be the same this year gaat over Vince' broer.
- Het nummer The Key gaat over Vince' vader.

- Bibliothèque nationale de France: cb13975087p (data)
- Gemeinsame Normdatei: 134581202
- International Standard Name Identifier: 0000 0000 8398 4762
- Library of Congress Control Number: n92001430
- MusicBrainz: ec37ecfe-65b4-49a4-83c7-ee1ccaeec2e3
- Nationale Bibliotheek van Tsjechië: xx0080658
- Nederlandse Thesaurus van Auteursnamen: 097830623
- Système universitaire de documentation: 157840859
- Virtual International Authority File: 85832280
- WorldCat: E39PBJvXdjbx4GV4hYXY9thmBP